# Clidemia octona
Clidemia octona es un arbusto perenne perteneciente  a la familia  Melastomataceae. Es originaria de América.

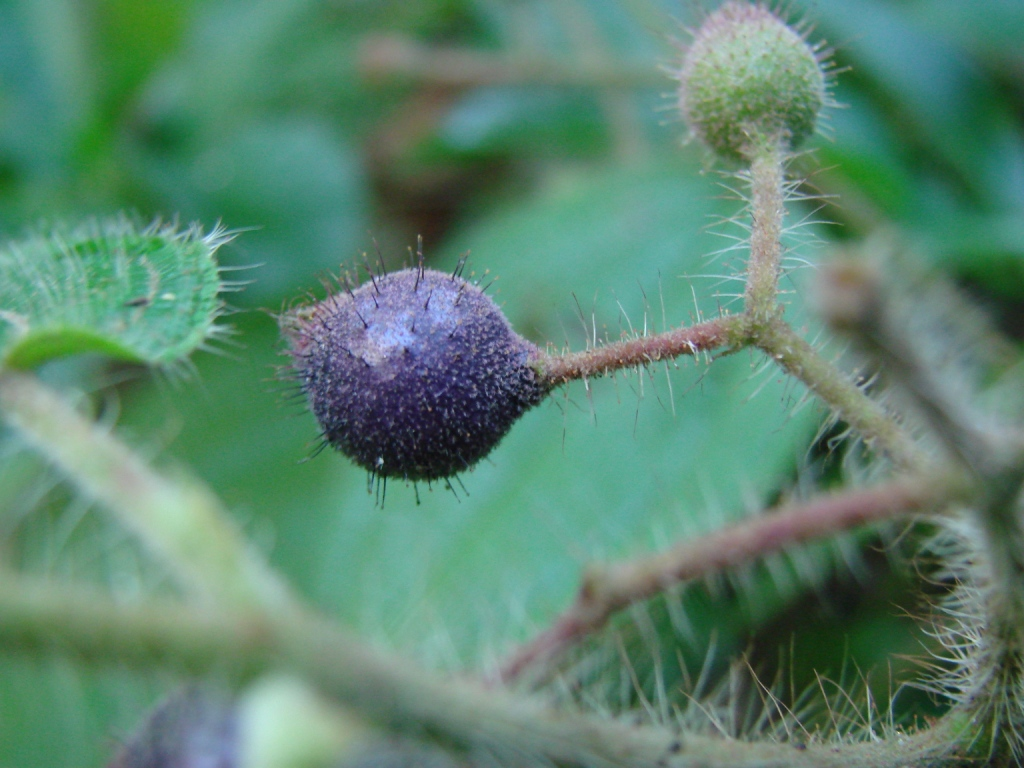
Fruto

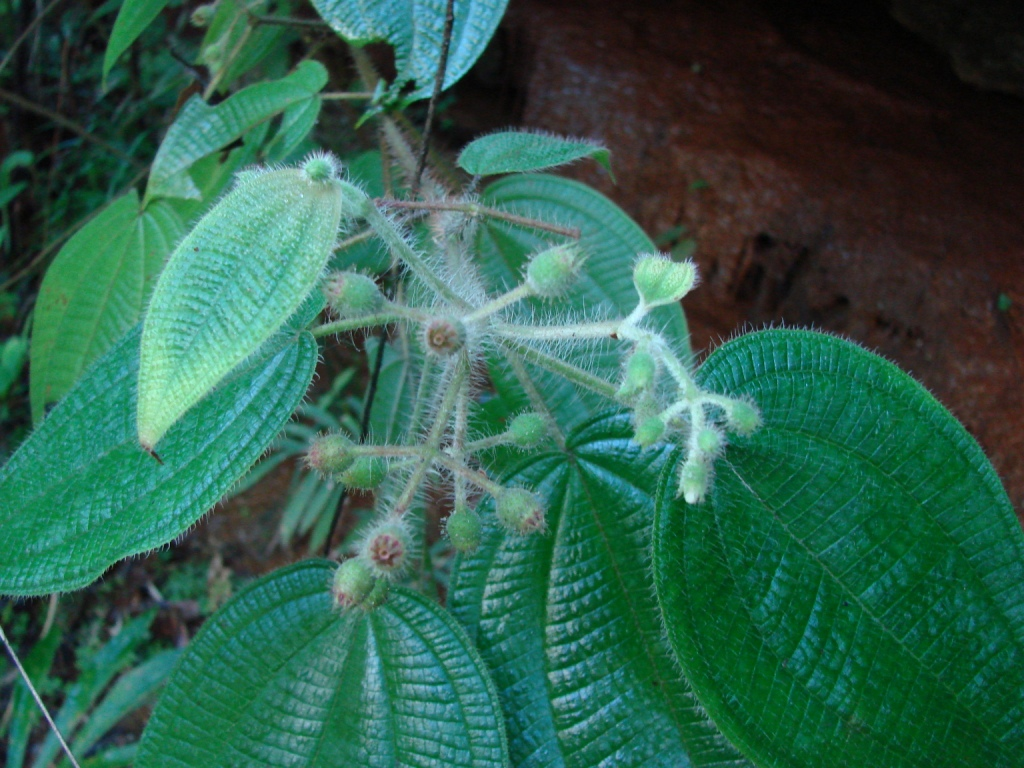
Vista de la planta

## Descripción
Son arbustos que alcanzan un tamaño de 1–3  m de alto; ramitas, nervios principales del envés de la hoja, inflorescencias e hipantos escasa a moderadamente setosos con tricomas eglandulares, lisos, mayormente 4–10 mm de largo, escasamente setoso-glandulares con tricomas lisos 1–3 mm de largo y densamente puberulentos con tricomas cortamente pediculados estrellados. Hojas ovadas, de 8.5–21.1 cm de largo y 6–14 cm de ancho, ápice agudo a acuminado, base cordada, margen ciliado-denticulado, haz escasa a moderadamente cubierta de tricomas lisos. Inflorescencia en una cima paniculiforme, pseudolateral, 4–7 cm de largo, flores 7–8-meras, sésiles y desarticulándose en el punto de inserción de la bractéola, bractéolas lineares a subuladas, 1 mm de largo y 0.5 mm de ancho, tardíamente caducas; lobos del cáliz ampliamente ovados a triangular-ovados, 1–1.5 mm de largo y 2 mm de ancho, los dientes exteriores subulados, 3.5–5 mm de largo, el toro con un anillo de escamas continuo por dentro, escamas incurvadas, hasta 1.5 mm de largo, fimbriadas, mayormente aplicadas a y ocultando el ápice del ovario; pétalos obovados, 7–10 mm de largo y 4–5.5 mm de ancho, glabros, blancos; filamentos 2–3.5 mm de largo, tecas 4–5 mm de largo con un poro algo inclinado dorsalmente, amarillas, conectivo prolongado 0.25 mm de largo; ovario 7–10-locular, 1/6 ínfero, el cono apical estriado y glabro, collar apical lobulado, en conjunto 1.5 mm de largo. El fruto es una baya de 8–10 mm de diámetro, morada cuando madura; semillas 0.5 mm de largo, granulosas, cafés.
Es una especie común, que se encuentra en sitios alterados y claros naturales en pluvioselvas, en la zona atlántica; a una altitud de 40–600 metros; fl y fr todo el año; desde el sur de México (Veracruz y Quintana Roo) hasta Bolivia y el centro de Brasil y también en Cuba y Jamaica.

## Taxonomía
Clidemia octona fue descrita por (Bonpl.) L.O.Williams y publicado en Fieldiana, Botany 29(10): 558. 1963.
Sinonimia
- Clidemia octona subsp. octona
- Clidemia pilosissima Britton
- Heterotrichum octonum (Bonpl.) DC.
- Melastoma octonum Bonpl.
- Staphidium octonum (Bonpl.) Naudin	[3]